# Pantanal
Il Pantanal è la più grande zona umida del mondo, un'immensa pianura alluvionale soggetta a inondazioni periodiche; si trova in un'area centrale del Sudamerica situata per gran parte in Brasile (negli Stati del Mato Grosso e del Mato Grosso do Sul), e in parte in Bolivia e in Paraguay. Il WWF l'ha identificata come una delle ecoregioni del pianeta, appartenente al bioma delle praterie e savane inondabili e riconosciuta dal codice NT0907.
L'area deve il nome alla parola portoghese "pântano", che significa "palude", e si estende per circa 150.000 km quadrati.
Per nove mesi all'anno (durante e per un certo tempo dopo la stagione delle piogge) viene sommersa dalle acque per l'80% della sua superficie. È considerato l'ecosistema con il maggior numero di specie di flora e fauna del mondo. È molto facile avvistare gli animali di questa regione: giaguari, caimani, capibara, formichieri giganti, anaconda e centinaia di specie diverse di uccelli.
Molto diffuso qui è il piranha rosso.
Gli abitanti, i pantaneiros, vivono da generazioni in sintonia con la natura selvaggia di questo posto allevando il bestiame in modo estensivo.
Le strade che attraversano il Pantanal sono 4: la Transpantaneira/Pocone-Porto Jofre (nel Mato Grosso), la Transpantaneira/Fiume Piquiri (nel Mato Grosso do Sul), la Strada Pantaneira (dalla città di Coxim, nel Mato Grosso do Sul) e la Transpantaneira Road (dalla città di Rio Verde de Mato Grosso, nel Mato Grosso do Sul).

## Conservazione
La maggior parte della superficie del Pantanal è di proprietà privata, ma fintantoché l'allevamento del bestiame si svolge con modalità estensive, il rischio è limitato e la regione è ancora relativamente intatta. Il progetto di costruzione di una idrovia, che servirebbe a facilitare le comunicazioni, il trasporto di merci e la generazione di energia elettrica, potrebbe invece cambiare completamente l'ecosistema e portare alla scomparsa del Pantanal come si conosce adesso.
Nel settembre del 2001 una parte del Pantanal brasiliano, di soli 1.350 chilometri quadrati, è entrata a far parte del Parco nazionale del Pantanal Matogrossense. In territorio boliviano, è stata costituita il parco nazionale di Otuquis con una zona naturale di gestione integrata e una superficie totale di poco più di 10.000 km². Nel 2000 il Pantanal è stato inserito nell'elenco delle riserve della biosfera e in quello dei Patrimoni dell'umanità dell'UNESCO.

## Il Pantanal nei media
Nel Pantanal è ambientato il romanzo di John Grisham "Il testamento"